# Leon Goretzka
Leon Christoph Goretzka (pronunciació alemanya: [ˈleːɔn ˈɡoːʁɛtskaː]; nascut el 6 de febrer de 1995) és un futbolista professional alemany que juga com a migcampista pel FC Bayern de Múnic de la lliga alemanya i per la selecció alemanya.

## Palmarès
FC Bayern München
- 1 Campionat del Món: 2020
- 1 Lliga de Campions de la UEFA: 2019-20
- 1 Supercopa d'Europa: 2020
- 5 Lligues alemanyes: 2018-19, 2019-20, 2020-21, 2021-22, 2022-23
- 2 Copes alemanyes: 2018-19, 2019-20
- 3 Supercopes alemanyes: 2018, 2020, 2021

Selecció alemanya
- 1 Copa Confederacions de la FIFA: 2017
- 1 Medalla d'argent als Jocs Olímpics d'Estiu: 2016